# (118228) 1996 TQ66
(118228) 1996 TQ66 est un objet transneptunien du groupe des plutinos.

## Caractéristiques
1996 TQ66 mesure environ 167 km de diamètre.

## Orbite
L'orbite de 1996 TQ66 possède un demi-grand axe de 39,666 ua et une période orbitale d'environ 250 ans. Son périhélie l'amène à 34,61 ua du Soleil et son aphélie l'en éloigne de 44,722 ua. Il s'agit d'un plutino.

## Découverte
1996 TQ66 a été découvert le 8 octobre 1996.